# University of North Florida

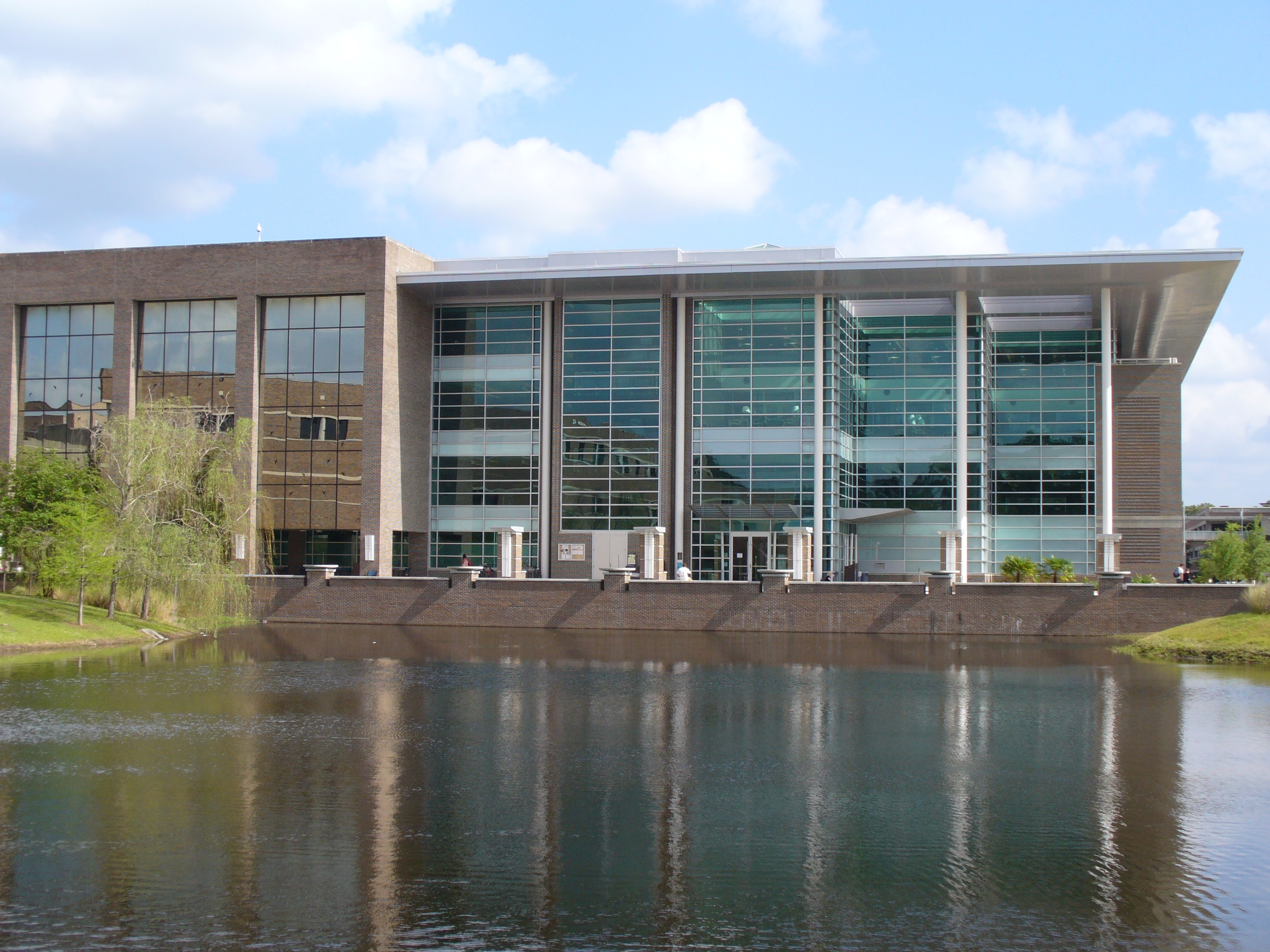
Thomas G. Carpenter Library

Die University of North Florida (auch UNF genannt) ist eine staatliche Universität in Jacksonville im US-Bundesstaat Florida. Die Hochschule wurde 1972 gegründet. Im Jahr 2012 sind 16.500 Studenten eingeschrieben.

## Sport
Die Sportteams der UNF sind die Ospreys. Die Hochschule ist Mitglied in der Atlantic Sun Conference.

## Persönlichkeiten
- John Delaney (* 1956), war von 2003 bis 2018 Präsident der Universität